# Dipartimento di Santa Bárbara (Jujuy)
Santa Bárbara è un dipartimento argentino, situato nella parte orientale della provincia di Jujuy, con capoluogo Santa Clara.
Esso confina con i dipartimenti di San Pedro e Ledesma, e con la provincia di Salta.
Secondo il censimento del 2010, su un territorio di 4.448 km², la popolazione ammontava a 17.730 abitanti, con un aumento demografico del 3,6% rispetto al censimento del 2001.
Il dipartimento comprende (dati del 2001):
- 3 comuni
  - El Talar
  - Palma Sola
  - Santa Clara
- 2 commissioni municipali:
  - El Fuerte
  - Vinalito